# Obila celerata
Obila celerata är en fjärilsart som beskrevs av Walker 1862. Obila celerata ingår i släktet Obila och familjen mätare. Inga underarter finns listade i Catalogue of Life.